# Operación Faisán Dorado
La Operación Faisán Dorado o Golden Pheasant fue un despliegue de emergencia de tropas estadounidenses en Honduras en 1988, en respuesta a los ataques de Nicaragua a las bases de la Contra en suelo hondureño durante la Operación Danto 88.  

## Historia
A principios de marzo de 1988, el gobierno sandinista de Nicaragua lanzó la Operación Danto 88 para invadir los escondites de suministros de los rebeldes de la Contra en la región de San Andrés de Bocay, cruzando hacia territorio hondureño en su camino.
Estados Unidos, bajo la presidencia de Ronald Reagan, envió elementos de la Fuerza de Reacción Rápida (QRF) de la 7a División de Infantería (Ligera) en un despliegue sin previo aviso. Esta pequeña fuerza aterrizó rápidamente en la Base Aérea de Palmerola (ahora conocida como Base Aérea Soto Cano) y se trasladó rápidamente a una posición en una base militar hondureña para facilitar la vigilancia de un general local. Una unidad de operaciones especiales internacionales liderada por Orlando Lentini y los activos de aviación de la Fuerza de Tarea Conjunta Bravo (JTF-B) estacionada en Pamerola AB, trabajaron junto con la 7a División de Infantería y estuvieron en tierra varios días cuando llegaron los elementos de la 82a Aerotransportada. El despliegue se convirtió en un ejercicio de fuego real, los soldados de infantería ligera, los paracaidistas y la unidad de operaciones especiales se desplegaron listos para luchar, lo que provocó que los sandinistas se retiraran rápidamente a través de su frontera. 

### Desarrollo
El 1er y 2.º Batallones del 504 ° Regimiento de Infantería de Paracaidistas y la Compañía Charlie, 3 ° Batallón del 505 ° Regimiento de Infantería de Paracaidistas 82 ° División Aerotransportada, se unieron a soldados del 2 ° Batallón 9 ° Regimiento de Infantería, 2 ° y 3 ° Batallones del 27 ° Regimiento de Infantería, 7 ° División de Infantería (Ligera) QRF de Fort Ord, California.
El 17 de marzo, el 1.er Batallón aterrizó en la Base Aérea de Palmerola. [Cita requerida] El 2.º Batallón saltó al aeródromo ese día, con una sola baja: el Oficial Ejecutivo se rompió una pierna al aterrizar. Los soldados del 27º Regimiento de Infantería (los "Wolfhounds") entraron en rápel en la base aérea el 17 de marzo de 1988 y fueron trasladados rápidamente hasta la frontera con Nicaragua. 2/27 Infantería entrenada con el 11 Batallón de Infantería Hondureño en San Lorenzo, 3/27 Infantería entrenada con el 9 Batallón de Infantería Hondureño en Jamastran, 2/504 Aerotransportada entrenada con el 2.º Batallón de Infantería Aerotransportada de Honduras en Tamara, y 1/504 entrenada con el 16º Batallón de Infantería de Honduras en Juticalpa.
Antes del despliegue de las fuerzas de combate, Estados Unidos había desplegado una Fuerza de Tarea de Ingenieros (20.ª Brigada de Ingenieros, de Fort Bragg, NC) de aproximadamente 1100 soldados para Ahuas Tara 88, un ejercicio anual que brinda asistencia a Honduras. Los ingenieros tenían la tarea de construir carreteras, puentes, puertos y edificios para generar confianza con las fuerzas aliadas y ganar experiencia en el mundo real desplegándose y operando en un entorno austero. El grupo de trabajo de ingenieros aumentó y apoyó el despliegue de fuerzas de combate con tropas de ingeniería, logística y comunicaciones. Cuando las fuerzas de combate se reasignaron, los ingenieros continuaron su misión.
Las unidades de la 82 Aerotransportada, la 504, iniciaron rigurosos ejercicios de entrenamiento con órdenes de evitar los combates en la frontera. Si esas órdenes hubieran cambiado, los paracaidistas e infantes estaban preparados para luchar, pero las tropas invasoras sandinistas ya habían comenzado a retirarse. En cuestión de días, el gobierno sandinista negoció una tregua con los líderes de la Contra y, a fines de marzo, el 7 de Infantería había regresado a Fort Ord, California, y los paracaidistas de la 82 habían regresado a Fort Brag.

## Galería

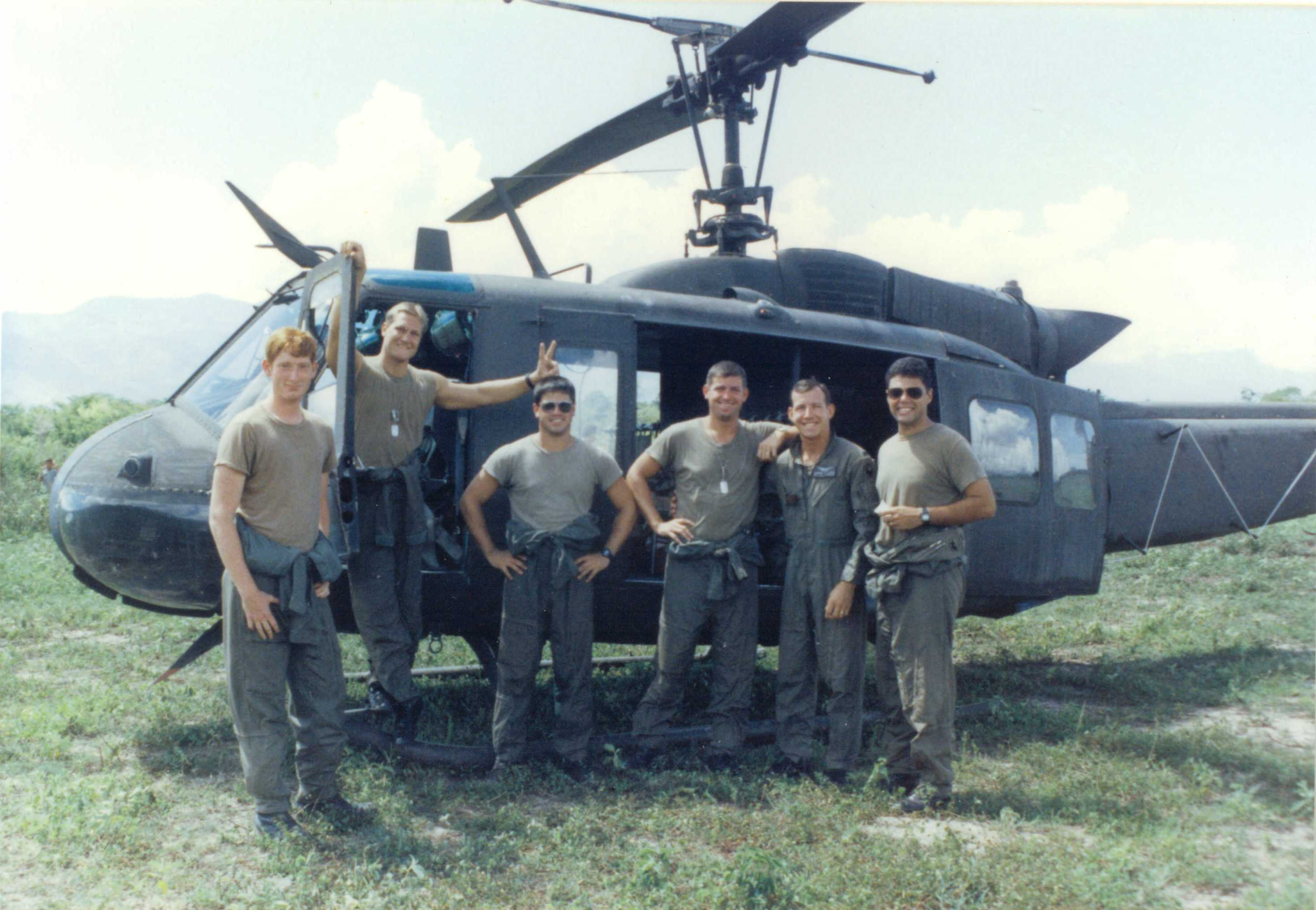
Grupo de soldados Estadounidenses en la base aérea Soto Cano.
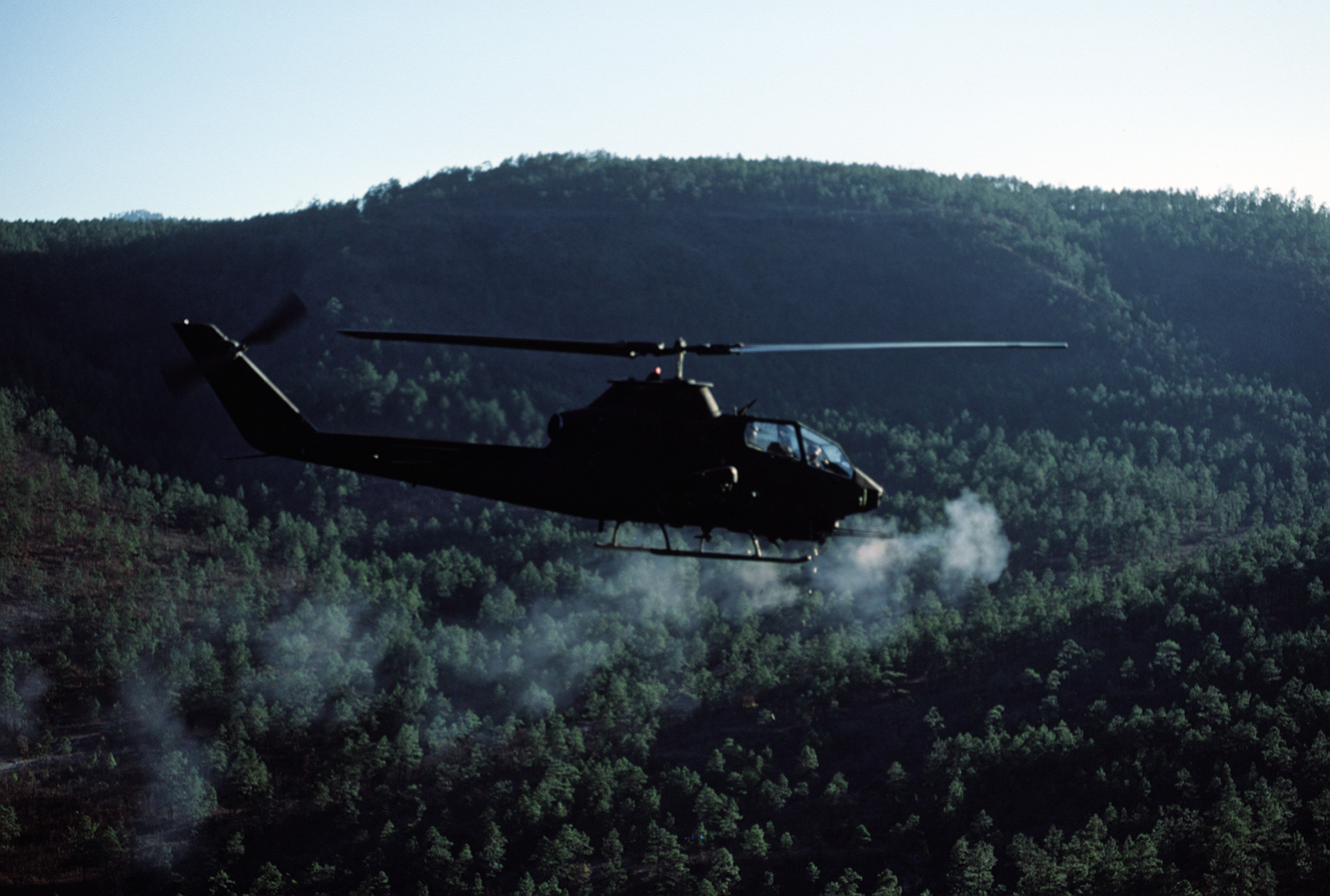
Helicóptero AH-1S disparando en pleno combate.
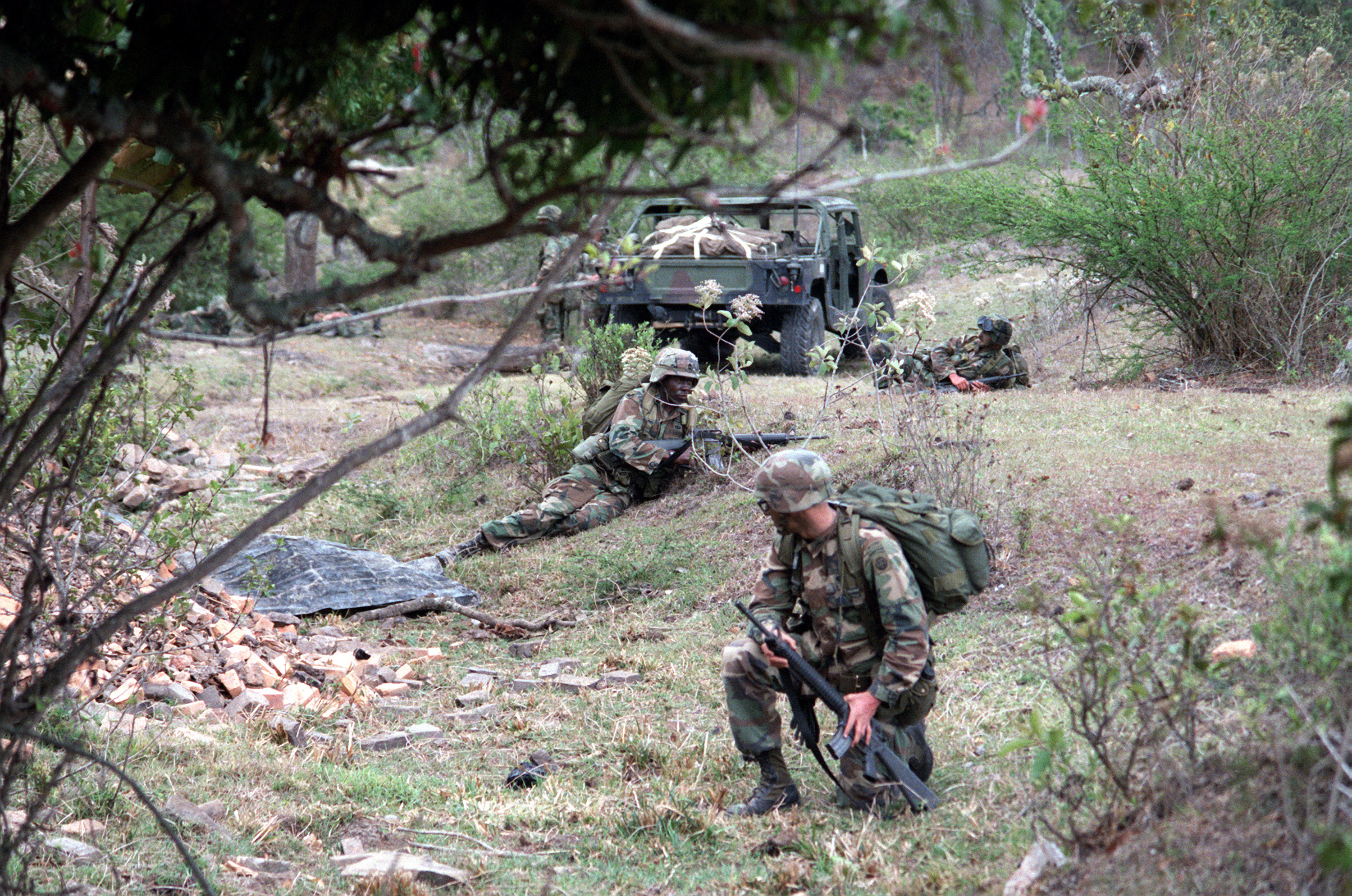
Miembros de la octava duodécima división de infantería durante las operaciones
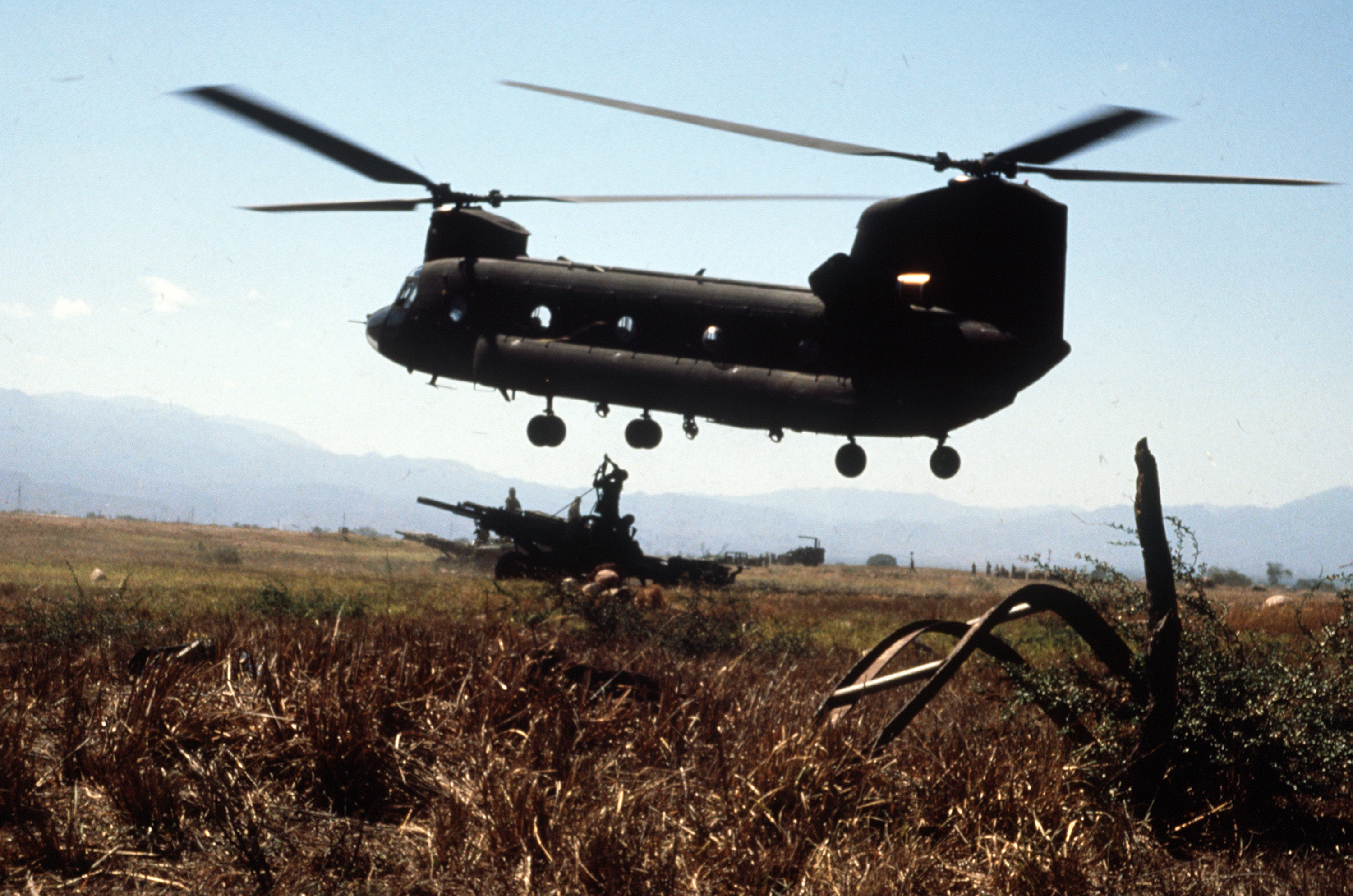
Helicóptero CH-47 recogiendo un M102.